# Sopot (Poljska)
Sopot je dio konurbacije Trójmiasto (Tri mjesta) zajedno s Gdanjskom i Gdyniom, ladanjsko mjesto tih daleko većih gradova.

## Zemljopisne karakteristike
Sopot leži u Gdanjskom zaljevu na Baltičkom moru, između Gdanjska (10 km) i Gdynie (13 km), u kraju šumovitih brežuljaka.

## Povijest
Sopot se prvi put spominje u 13. stoljeću. Za napoleonskih ratova - 1807. anektiran je od strane Slobodnog grada Danzinga pruske marionetske tvorevine. Status grada dobio je 1901.
Nakon Prvog svjetskog rata Versajskim mirovnim ugovorom pripao je Poljskoj, koja je njime vladala od 1919. – 1939.
Za Drugog svjetskog rata, Sopot je okupiran od strane Trećeg Reicha, a oslobodile su ga jedinice Crvene armije 23. ožujka 1945. Nakon rata ponovno je pripao Poljskoj.
Sopot je od kraja 18. stoljeća postao lječilišno - ladanjsko mjesto, u kojem su bogati stanovnici Danzinga podigli brojne vile duž pješčanih plaža.
Nakon rata postao je poznat po Međunarodnom glazbenom festivalu, na kojem su 1970.-ih nastupali i brojni hrvatski pjevači, a Ljupka Dimitrovska i Ivica Šerfezi u duetu osvojili i nagrade.